# La ragazzina
La ragazzina è un film del 1974 diretto da Mario Imperoli.
Interpretato da Gloria Guida, segnò il debutto cinematografico per la futura icona della commedia sexy all'italiana, che in seguito lavorerà di nuovo con Imperoli in Blue Jeans.

## Trama
Monica è una quindicenne di ricca famiglia. Ha una svogliata relazione con Leo, uno studente più grande di lei, coinvolto in giri loschi, che la accompagna spesso in auto. Col tempo però Monica s'avvicina sempre più a un suo professore, Bruno de Angelis, insegnante anticonformista di storia dell'arte: per il suo stile bohémien è molto seguito dalle sue alunne e anche Monica ne è attratta.
In seguito a un episodio inappropriato alla festa di compleanno dei suoi sedici anni, Monica decide che Leo non è il ragazzo adatto a lei e inizia a innamorarsi del professore. Quest'ultimo e Monica, un giorno, intrattengono un'interessante conversazione sull'amore e sul suo significato dal punto di vista di Monica; questo intriga il professore e fa finire la conversazione con un bacio. Il professore e Monica fanno l'amore, ma egli è al contempo l'amante della moglie dell'avvocato Moroni, che a sua volta è invaghito di Monica.
Quando Monica scopre il doppio gioco del professore, Moroni cerca di consolarla, ma esagera e costringe Monica alla fuga: durante l'inseguimento l'avvocato viene accidentalmente investito e perde la vita.

## Produzione
Poiché all'epoca Gloria Guida era ancora minorenne, suo padre dovette firmare una liberatoria per poterle fare girare alcune scene più scabrose.
La pellicola è stata girata a Lignano Sabbiadoro, in provincia di Udine, durante l'estate del 1973.

## Distribuzione
Il film è uscito nelle sale italiane il 28 febbraio 1974.